# Iasînuvatka, Oleksandrivka
Iasînuvatka (în ucraineană Ясинуватка) este un sat în comuna Rodnîkivka din raionul Oleksandrivka, regiunea Kirovohrad, Ucraina.

## Demografie
Componența lingvistică a localității Iasînuvatka
     Ucraineană (98,37%)
     Rusă (1,63%)
Conform recensământului din 2001, majoritatea populației localității Iasînuvatka era vorbitoare de ucraineană (98,37%), existând în minoritate și vorbitori de rusă (1,63%).